# فريدريك كارل فون موزر
فريدريك كارل فون موزر (بالألمانية: Friedrich Karl von Moser)‏ هو سياسي ألماني، ولد في 18 ديسمبر 1723 في شتوتغارت في ألمانيا، وتوفي في 11 نوفمبر 1798 في لودفيغسبورغ في ألمانيا.